# William Arveson
William Arveson (ur. 22 listopada 1934 w Oakland w Kalifornii, zm. 15 listopada 2011) – amerykański matematyk, który specjalizował się w teorii algebr operatorów (zob. C*-algebra, algebra Banacha). Pracował jako profesor na Uniwersytecie Kalifornijskim w Berkeley. W 1964 doktoryzował się na Uniwersytecie Kalifornijskim w Los Angeles.

## Publikacje
Autor podręczników akademickich:
- A Short Course on Spectral Theory,
- Noncommutative Dynamics and E-Semigroups,
- An Invitation to C*-Algebras,
- Ten Lectures on Operator Algebras
- Continuous Analogues of Fock Space
- Operator Theory: Operator Algebras and Applications.